# Corbula sulcata
Corbula sulcata is een tweekleppigensoort uit de familie van de Corbulidae. De wetenschappelijke naam van de soort is voor het eerst geldig gepubliceerd in 1801 door Lamarck.